# Glasgow-kupa
A Glasgow Kupa egy egyenes kieséses rendszerű labdarúgó torna volt a glasgowi csapatok között. Évenként rendezték meg 1887-től 1988-ig, bár az utolsó tornát nem bonyolították le. Jelenleg a Celtic, a Rangers, a Clyde, a Partick Thistle és a Queens Park utánpótláscsapatai vesznek részt rajta.
A tornán az Old Firm résztvevői domináltak, a Celtic és a Rangers, az utóbbi rendelkezik a legtöbb győzelemmel, 44-gyel. A Celtic 29 alkalommal nyert. A többi rendszeresen részt vevő csapat a Clyde, a Partick Thistle, a Queens Park, és a Third Lanark voltak.
Az európai labdarúgó tornák megjelenésével, mint például a Bajnokcsapatok Európa-kupája (BEK) és az UEFA-kupa a Glasgow Kupa kevésbé fontossá vált, így az utóbbi években a tornát számos alkalommal nem rendezték meg.

## Eredmények
| Év         | Győztes                          | Eredmény                         | Döntős                           |
| ---------- | -------------------------------- | -------------------------------- | -------------------------------- |
| 1888       | Cambuslang                       | 3 – 1                            | Rangers                          |
| 1889       | Queen's Park                     | 8 – 0                            | Partick Thistle                  |
| 1890       | Queen's Park                     | 3 – 2                            | Celtic                           |
| 1891       | Celtic                           | 4 – 0                            | Third Lanark                     |
| 1892       | Celtic                           | 7 – 1                            | Clyde                            |
| 1893       | Rangers                          | 3 – 1                            | Celtic                           |
| 1894       | Rangers                          | 1 – 0                            | Cowlairs                         |
| 1895       | Celtic                           | 2 – 0                            | Rangers                          |
| 1896       | Celtic                           | 6 – 3                            | Queen's Park                     |
| 1897       | Rangers                          | 2 – 1                            | Celtic                           |
| 1898       | Rangers                          | 4 – 0                            | Queen's Park                     |
| 1899       | Queen's Park                     | 1 – 0                            | Rangers                          |
| 1900       | Rangers                          | 1 – 0                            | Celtic                           |
| 1901       | Rangers                          | 3 – 1                            | Partick Thistle                  |
| 1902       | Rangers                          |                                  | Celtic                           |
| 1903       | Third Lanark                     | 3 – 0                            | Celtic                           |
| 1904       | Third Lanark                     | 1 – 0                            | Celtic                           |
| 1905       | Celtic                           | 2 – 1                            | Rangers                          |
| 1906       | Celtic                           | 3 – 0                            | Third Lanark                     |
| 1907       | Celtic                           | 3 – 2                            | Third Lanark                     |
| 1908       | Celtic                           | 2 – 1                            | Rangers                          |
| 1909       | Third Lanark                     | 4 – 0                            | Celtic                           |
| 1910       | Celtic                           | 1 – 0                            | Rangers                          |
| 1911       | Rangers                          | 3 – 1                            | Celtic                           |
| 1912       | Rangers                          | 1 – 0                            | Partick Thistle                  |
| 1913       | Rangers                          | 3 – 1                            | Celtic                           |
| 1914       | Rangers                          | 3 – 0                            | Third Lanark                     |
| 1915       | Clyde                            | 1 – 0                            | Partick Thistle                  |
| 1916       | Celtic                           | 2 – 1                            | Rangers                          |
| 1917       | Celtic                           | 3 – 1                            | Clyde                            |
| 1918       | Rangers                          | 4 – 1                            | Partick Thistle                  |
| 1919       | Rangers                          | 2 – 0                            | Celtic                           |
| 1920       | Celtic                           | 1 – 0                            | Partick Thistle                  |
| 1921       | Celtic                           | 1 – 0                            | Clyde                            |
| 1922       | Rangers                          | 1 – 0                            | Celtic                           |
| 1923       | Rangers                          | 1 – 0                            | Clyde                            |
| 1924       | Rangers                          | 3 – 1                            | Third Lanark                     |
| 1925       | Rangers                          | 4 – 1                            | Celtic                           |
| 1926       | Clyde                            | 2 – 1                            | Celtic                           |
| 1927       | Celtic                           | 1 – 0                            | Rangers                          |
| 1928       | Celtic                           | 2 – 1                            | Rangers                          |
| 1929       | Celtic                           | 2 – 0                            | Queen's Park                     |
| 1930       | Rangers                          | 4 – 0                            | Celtic                           |
| 1931       | Celtic                           | 2 – 1                            | Rangers                          |
| 1932       | Rangers                          | 3 – 0                            | Queen's Park                     |
| 1933       | Rangers                          | 1 – 0                            | Partick Thistle                  |
| 1934       | Rangers                          | 2 – 0                            | Clyde                            |
| 1935       | Partick Thistle                  | 1 – 0                            | Rangers                          |
| 1936       | Rangers                          | 2 – 0                            | Celtic                           |
| 1937       | Rangers                          | 6 – 1                            | Partick Thistle                  |
| 1938       | Rangers                          | 2 – 1                            | Third Lanark                     |
| 1939       | Celtic                           | 3 – 0                            | Clyde                            |
| 1940       | Rangers                          | 3 – 1                            | Queen's Park                     |
| 1941       | Celtic                           | 1 – 0                            | Rangers                          |
| 1942       | Rangers                          | 6 – 0                            | Clyde                            |
| 1943       | Rangers                          | 5 – 2                            | Third Lanark                     |
| 1944       | Rangers                          | 2 – 0                            | Clyde                            |
| 1945       | Rangers                          | 3 – 2                            | Celtic                           |
| 1946       | Queen's Park                     | 2 – 0                            | Clyde                            |
| 1947       | Clyde                            | 2 – 1                            | Third Lanark                     |
| 1948       | Rangers                          | 4 – 1                            | Third Lanark                     |
| 1949       | Celtic                           | 3 – 1                            | Third Lanark                     |
| 1950       | Rangers                          | 2 – 1                            | Clyde                            |
| 1951       | Partick Thistle                  | 3 – 2                            | Celtic                           |
| 1952       | Clyde                            | 2 – 1                            | Celtic                           |
| 1953       | Partick Thistle                  | 3 – 1                            | Rangers                          |
| 1954       | Rangers                          | 3 – 0                            | Third Lanark                     |
| 1955       | Partick Thistle                  | 2 – 0                            | Rangers                          |
| 1956       | Celtic                           | 5 – 3                            | Rangers                          |
| 1957       | Rangers                          | 2 – 0                            | Clyde                            |
| 1958       | Rangers                          | 4 – 2                            | Third Lanark                     |
| 1959       | Clyde                            | 1 – 0                            | Rangers                          |
| 1960       | Rangers                          | 2 – 1                            | Partick Thistle                  |
| 1961       | Partick Thistle                  | 2 – 0                            | Celtic                           |
| 1962       | Celtic                           | 3 – 2                            | Third Lanark                     |
| 1963       | Third Lanark                     | 2 – 1                            | Celtic                           |
| 1964       | Celtic                           | 2 – 0                            | Clyde                            |
| 1965       | Celtic                           | 5 – 0                            | Queen's Park                     |
| 1966       | Nem rendezték meg                | Nem rendezték meg                | Nem rendezték meg                |
| 1967       | Celtic                           | 4 – 0                            | Partick Thistle                  |
| 1968       | Celtic                           | 8 – 0                            | Clyde                            |
| 1969       | Rangers                          | 3 – 2                            | Partick Thistle                  |
| 1970       | Celtic                           | 3 – 1                            | Rangers                          |
| 1971       | Rangers                          | 2 – 0                            | Clyde                            |
| 1972       | Nem rendezték meg                | Nem rendezték meg                | Nem rendezték meg                |
| 1973       | Nem rendezték meg                | Nem rendezték meg                | Nem rendezték meg                |
| 1974       | Nem rendezték meg                | Nem rendezték meg                | Nem rendezték meg                |
| 1975       | Rangers 2 – 2 Celtic (megosztva) | Rangers 2 – 2 Celtic (megosztva) | Rangers 2 – 2 Celtic (megosztva) |
| 1976       | Rangers                          | 3 – 1                            | Celtic                           |
| 1977       | Nem rendezték meg                | Nem rendezték meg                | Nem rendezték meg                |
| 1978       | Nem rendezték meg                | Nem rendezték meg                | Nem rendezték meg                |
| 1979       | Rangers                          | 3 – 1                            | Celtic                           |
| 1980       | Nem rendezték meg                | Nem rendezték meg                | Nem rendezték meg                |
| 1981       | Partick Thistle                  | 1 – 0                            | Celtic                           |
| 1982       | Celtic                           | 2 – 1                            | Rangers                          |
| 1983       | Rangers                          | 1 – 0                            | Celtic                           |
| 1984       | Nem rendezték meg                | Nem rendezték meg                | Nem rendezték meg                |
| 1985       | Rangers                          | 5 – 0                            | Queen's Park                     |
| 1986       | Rangers                          | 3 – 2                            | Celtic                           |
| 1987       | Rangers                          | 1 – 0                            | Celtic                           |
| 1988       | Nem rendezték meg                | Nem rendezték meg                | Nem rendezték meg                |
| 1989– 2007 | Nem rendezték meg                | Nem rendezték meg                | Nem rendezték meg                |
| 2008       | Celtic                           | 3 – 1                            | Rangers                          |

## Külső hivatkozások
- A torna története (angolul)